# 芦田寿美
芦田 寿美（あしだ すみ、1895年〈明治28年〉1月1日 - 1981年〈昭和56年〉12月15日）は、日本の第47代内閣総理大臣である芦田均の妻（内閣総理大臣夫人）。

## 経歴
1895年（明治28年）、輸入織物商だった長谷見次の次女として生まれる。後の夫となる芦田均が学生だった頃に見初め、均がロシアから帰任した1918年（大正7年）に結婚した。均との間には2男2女を儲けた。
1948年（昭和23年）3月10日から同年10月15日までの約7か月間は、芦田均が内閣総理大臣に就任し、寿美も首相夫人となった。
1981年（昭和56年）12月15日、急性心不全のため東京都渋谷区代々木の自宅で死去。